# Arūnas Jankauskas
Arūnas Jankauskas – litewski brydżysta, Mistrz Regionalny (PZBS).

## Wyniki brydżowe

### Olimpiady
W olimpiadach w zawodach teamów uzyskał następujące rezultaty:
| Olimpiady brydżowe. Zawody teamów | Olimpiady brydżowe. Zawody teamów | Olimpiady brydżowe. Zawody teamów     | Olimpiady brydżowe. Zawody teamów | Olimpiady brydżowe. Zawody teamów | Olimpiady brydżowe. Zawody teamów |
| Rok                               | Miejsce                           | Zawody                                | Kategoria                         | Drużyna                           | Pozycja                           |
| --------------------------------- | --------------------------------- | ------------------------------------- | --------------------------------- | --------------------------------- | --------------------------------- |
| 2008                              | Pekin                             | 1. Światowe Zawody Sportów Umysłowych | Open                              | Lithuania                         | 53                                |

### Zawody europejskie
W europejskich zawodach zdobył następujące lokaty:
| Zawody europejskie. Konkurencja teamów | Zawody europejskie. Konkurencja teamów | Zawody europejskie. Konkurencja teamów   | Zawody europejskie. Konkurencja teamów | Zawody europejskie. Konkurencja teamów | Zawody europejskie. Konkurencja teamów |
| Rok                                    | Miejsce                                | Zawody                                   | Kategoria                              | Drużyna                                | Pozycja                                |
| -------------------------------------- | -------------------------------------- | ---------------------------------------- | -------------------------------------- | -------------------------------------- | -------------------------------------- |
| 2009                                   | Wilno                                  | 2 Europejskie Rozgrywki Małych Federacji | Open                                   | Lithuania 2                            | 1                                      |
| 2008                                   | Pau                                    | 49. Mistrzostwa Europy Teamów            | Open                                   | Lithuania                              | 35                                     |
| 2005                                   | Teneryfa                               | 2. Otwarte Mistrzostwa Europy            | Open                                   | Miroglio                               | 2                                      |

| Zawody europejskie. Konkurencja par | Zawody europejskie. Konkurencja par | Zawody europejskie. Konkurencja par | Zawody europejskie. Konkurencja par | Zawody europejskie. Konkurencja par | Zawody europejskie. Konkurencja par |
| Rok                                 | Miejsce                             | Zawody                              | Kategoria                           | Partner                             | Pozycja                             |
| ----------------------------------- | ----------------------------------- | ----------------------------------- | ----------------------------------- | ----------------------------------- | ----------------------------------- |
| 2009                                | San Remo                            | 4. Otwarte Mistrzostwa Europy       | Open                                | Gediminas Poska                     | 66                                  |
| 2005                                | Teneryfa                            | 2. Otwarte Mistrzostwa Europy       | Open                                | Jeremi Stępiński                    | 52                                  |

## Klasyfikacja
- Arūnas Jankauskas – klasyfikacja PZBS
- Arūnas Jankauskas – klasyfikacja EBL (ang.)
- Arūnas Jankauskas – klasyfikacja WBF (ang.)